# アンドアイン
アンドアイン（バスク語: Andoain, スペイン語: Andoáin）は、スペイン・バスク州ギプスコア県のムニシピオ（基礎自治体）。公式名はバスク語のAndoain。コマルカ（郡）としてはドノスティアルデアの構成自治体のひとつであり、サン・セバスティアン都市圏にも含まれる。守護聖人はサン・フアン・バウティスタ。自治体の最低標高は24m、最高標高は786m。
県都サン・セバスティアンからの距離は15kmである。アドゥナ、シスルキル、ベラステギ、エルドゥアイェン、ラサルテ＝オリア、ウルニエタ、ビリャボナ、スビエタと境界を接している。面積は27km2であり、2014年の人口は14,655人である。オリア川とレイサラン川が流れている。

## 政治

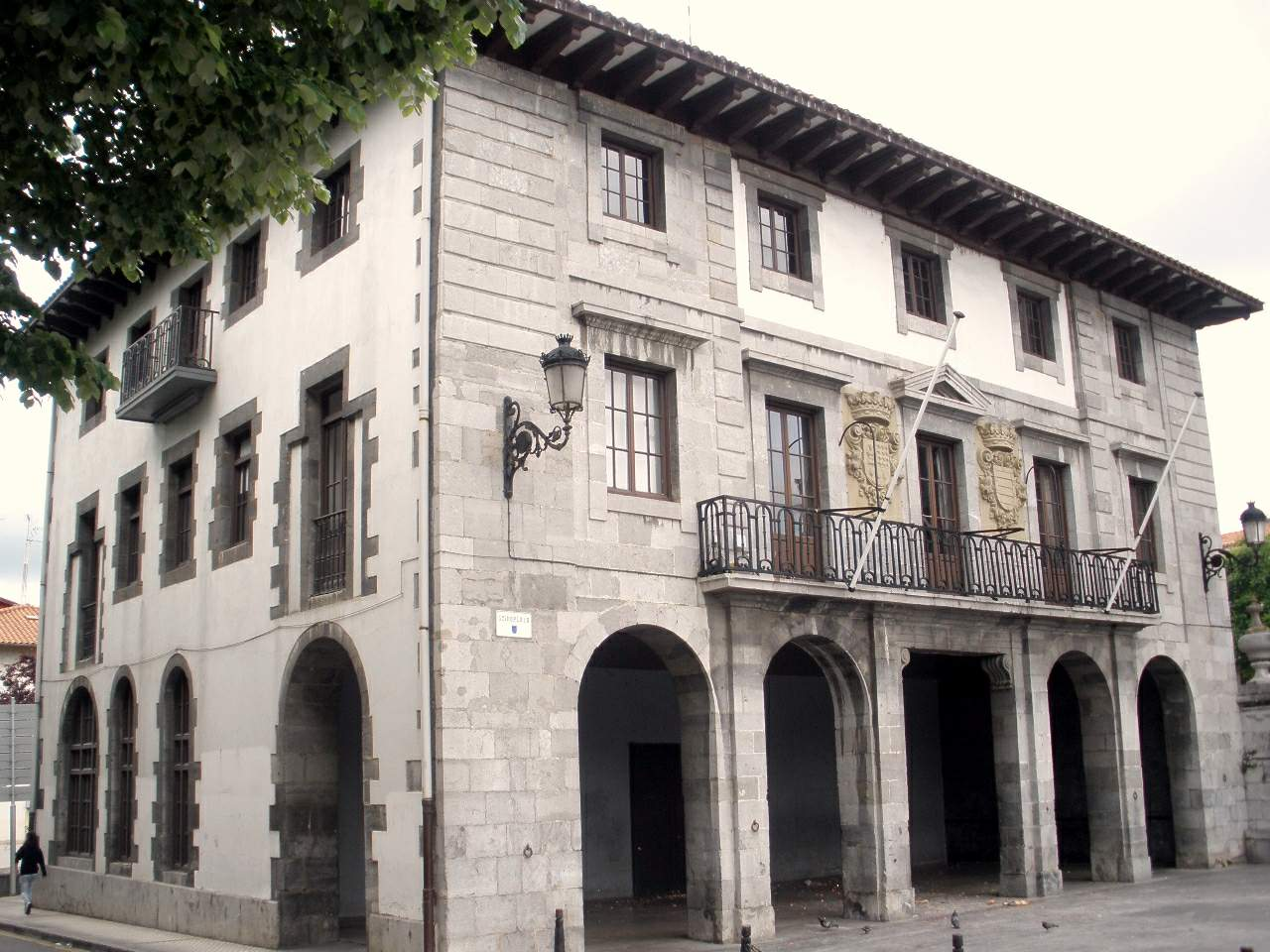
アンドアイン議会

### 歴代市長
| 歴代アンドアイン市長 | 歴代アンドアイン市長                       | 歴代アンドアイン市長      |
| 在任期間             | 名前                                       | 政党                      |
| -------------------- | ------------------------------------------ | ------------------------- |
| 2011-                | アナ・マリア・カレレ・サバラ               | ビルドゥ                  |
| 2009-2011            | エスタニスラオ・アムチャステギ・アレギ     | バスク社会党 (PSE-EE)     |
| 2007-2009            | ホセ・アントニオ・ペレス・ガバライン       | バスク社会党 (PSE-EE)     |
| 2003-2007            | ホセ・アントニオ・ペレス・ガバライン       | バスク社会党 (PSE-EE)     |
| 1999-2003            | ホセ・アントニオ・バランディアラン・エサマ | バスク市民(EH)            |
| 1995-1999            | ホセ・アントニオ・ペレス・ガバライン       | バスク社会党 (PSE-EE)     |
| 1991-1995            | ピラル・コリャンテス・イバニェス           | バスク社会党 (PSE-EE)     |
| 1987-1991            | カルロス・サンス・ディエス・デ・ウレ       | バスク左翼(EE)            |
| 1983-1987            | フランシスコ・イリゴラス・エチェベステ     | バスク民族主義党(EAJ-PNV) |
| 1979-1983            | ホセ・アントニオ・ペレス・ガバライン       | バスク左翼(EE)            |

### 議会選挙結果
| アンドアイン市議会結果             | アンドアイン市議会結果 | アンドアイン市議会結果 | アンドアイン市議会結果 | アンドアイン市議会結果 |
| ---------------------------------- | ---------------------- | ---------------------- | ---------------------- | ---------------------- |
| 政党                               | 2011                   | 2011                   | 2007                   | 2007                   |
| 政党                               | 得票率                 | 議席数                 | 得票率                 | 議席数                 |
| ビルドゥ                           | 33.59%                 | 7                      | -                      | -                      |
| バスク社会党 (PSE-EE)              | 27.67%                 | 5                      | 43.89%                 | 8                      |
| バスク民族主義党 (EAJ-PNV)         | 18.31%                 | 3                      | 22.04%                 | 4                      |
| 国民党 (PP)                        | 7.54%                  | 1                      | 10.8%                  | 2                      |
| バスク統一左翼 (EB-B)              | 5.07%                  | 1                      | -                      | -                      |
| アララール                         | 3.18%                  | 0                      | -                      | -                      |
| アマイカバット (H1!)               | 2.73%                  | 0                      | -                      | -                      |
| バスク統一左翼/アララール (EB-B/A) | -                      | -                      | 11.65%                 | 2                      |
| バスク連帯 (EA)                    | -                      | -                      | 9.75%                  | 1                      |

## 人口
| アンドアインの人口推移 1900－2013                       |
|                                                         |
| 出典:INE（スペイン国立統計局）1900年 - 1991年、1996年 - |

## スポーツ
アンドアインでもっとも重要なサッカーチームはSDエウスカルドゥナ・アンドアインである。エウスカルドゥナ・アンドアインはサッカーチームの他にバスケットボールチームとフットサルチームを有している。他のスポーツクラブには、アンドアインゴ・ベルチンAFT（フットサル）、ブルンツ・フトゥボル・サラ（フットサル）、CDバロンマノ・レイサラン（ハンドボール）、アンドアインゴ・チリンドゥラリ・エスコラ（自転車競技）、アソシアシオン・レイツKKE（自転車競技）、レイサウル・シクロトゥリスタク（自転車競技）、SDオンツァ（自転車競技）、レイツァラン・ボレイボル・タルデア（バレーボール）、フドー・クルブ・アンドアイン（柔道）、スメアタラKE（陸上競技）、CDペロタ・ガステレク・デ・ラ・サリェ・デ・アンドアイン（バスク・ペロタ）、クルブ・アヘドレス・アグスティン・デ・レイサ（チェス）、アンドアインゴ・キロル・エルカルテーン・クルバ（体操・水泳）、エウスカルドゥナ・メンディゴイサレ・タルデア（登山）、SDオンツァ（狩猟・釣り）、CDオガル・エストレメニョ（サッカー）、オンツェリFKT（サッカー）などがある。

## 地区
レイソツ地区、ブルンツァ地区、ソラビリャ地区、ゴイブル地区は農村部の地区である。
- スメア地区 – かつては古めかしい地区だったが、とても現代的な地区となった。
- エチェベリエタ地区: 紡績工場によって形成された地区である。2013年の人口は約2,200人。
- 旧市街 – 何十年もアンドアインの中心となる地区だった。2008年の人口は660人。
- 高台地区 – 人口が集中している地区であり、特に労働者が多い。2008年の人口は約7,100人。
- 駅前地区 – 広場を持つ新しい地区である。2008年の人口は約300人。
- ゴイブル地区 - 畜産業が盛んな農村地区だが、鉄道線路の近くはかなり都市化が進んでいる。2013年の人口は246人。
- ソラビリャ地区 - 1990年代の10年間に多くの一戸建てや集合住宅が建設された。2008年の人口は約150人。
- カリカ地区 - 労働者地区であり、工業地区という性格を持つ。2013年の人口は約700人。

## 出身人物
- マヌエル・ララメンディ (1690-1766) – イエズス会の司祭・学者。
- フアン・バウティスタ・エロ (1773-1854) – 聖職者・著作家・スペイン財務大臣。
- フアナ・ホセファ・シピトリア (1854-1912) – 聖職者。
- マヌエル・レクオナ (1894-1987) - 司祭・言語学者・著作家。バスク語アカデミーの会長。約20年間アンドアインに居住し、アンドアインにはレクオナの名を冠した通りがある。
- ホセ・ルイス・ロペス・デ・ラカリェ (1938-2000) – ジャーナリスト・政治活動家。バスク祖国と自由(ETA)の活動家によって殺害された。トローサ出身であり、死去時にアンドアインに居住していた。
- ホセバ・パガサウルトゥンドゥア (1958 - 2003) – アンドアイン市警の警察官・政治活動家。反テロ組織バスタ・ジャ!のメンバー。ETAの活動家によって殺害された。エルナニ出身。
- ホセ・アントニオ・ペレス・ガバライン – 政治家。バスク社会党(PSE-EE/PSOE)所属。
- ホセバ・アレギ – 政治家。バスク民族主義党(PNV)、アルダケタ所属。バスク州文化大臣。
- ホセバ・エギバル – 政治家。
- ペリョ・イラス – 彫刻家。
- ミケル・アブレゴ – ミュージシャン。BAP!!、ネグ・ゴリアック、ナシオン・レイシャ、パラフンク、アナリ、フェルミン・ムグルサ、イノレン・エロ・ニなどで活動。
- ホセ・ラモン・エスナオラ – サッカー選手・サッカー指導者。
- ペドロ・アルトラ – サッカー選手。
- ミゲル・アンヘル・ペレス・ラサ – サッカー審判員。

## 公式サイト
- 公式サイト （スペイン語） （バスク語）
- アンドアイン議会 （スペイン語）（バスク語）